# Xã Newtown, Quận Livingston, Illinois
Xã Newtown (tiếng Anh: Newtown Township) là một xã thuộc quận Livingston, tiểu bang Illinois, Hoa Kỳ. Năm 2010, dân số của xã này là 733 người.